# Dalsjö
Dalsjö är en tidigare småort i Borlänge kommun, Dalarnas län, belägen i Stora Tuna socken söder om Ornäs. Från 2015 ingår området i Ornäs tätort.
Intill byn finns Dalsjö golfklubb.